# Country!
Country! ist die dritte EP des US-amerikanischen Country-Sängers Hardy. Die EP erschien am 2. Mai 2025 über Big Loud.

## Entstehung
Hardy arbeitete bereits an seinem vierten Studioalbum. Jedoch schaffte er es nicht, das Album vor Beginn seiner Jim Bob World Tour Ende Mai 2025 fertig zu stellen. Da er aber unbedingt neue Musik veröffentlichen wollte, bevor die Tour beginnt, entschied er sich, eine EP mit fünf Liedern zu veröffentlichen. Am 10. April 2025 wurden vorab die ersten beiden Singles Favorite Country Song und Buck on the Wall veröffentlicht. Beide Lieder würden ihn zu seinen Wurzeln zurückbringen und ihn an sein Jagdrevier erinnern, wo er aufwuchs.
Die fünf Lieder wurden von Hardy, Ashley Gorley, Beau Bailey, Jameson Rodgers, Jeb Gipson, Matt Dragsrem und Zach Abend geschrieben und von Joey Moi produziert. Auf dem Album sieht man einen Zeitungsausschnitt des Neshoba Democrat. Dieser zeigt ein Foto des damals 13jährigen Michael Wilson Hardy neben einem von ihm erschossenen zehnendigen Hirschen.

## Titelliste
1. Buck on the Wall – 3:04
2. Car That You Drove Away – 3:04
3. Girl with a Gun – 3:04
4. Luckiest Man Alive – 2:59
5. Favorite Country Song – 3:13

## Rezeption
James Daykin vom Onlinemagazin Entertainment Focus schrieb, dass die fünf Lieder ein „zusammenhängendes Portrait über das Leben in den Südstaaten formt, die von einem Songwriter erzählt wird, der jede Landstraße und jeden Barhocker kennt“. Hardy würde mit der EP „daran erinnern, dass Country-Musik, wenn sie richtig gemacht wird, immer noch überraschen, unterhalten und bewegen kann“. Daykin vergab 4,5 von fünf Punkten.